# Szilárdi Béla
Szilárdi Béla (Budapest, 1940. november 12. –) zenész, festő-, grafikus- és fotóművész.

## Életpályája
1963-ban szerzett zenetanári oklevelet Budapesten. 1990-ben Münchenben diplomázott CGD (Computer Grafik Designer) szakon. 1970-ig zenészként, zeneszerzőként tevékenykedett, 1972 és 1974 között Saarlouisban, majd Saarbrückenben volt zenetanár, templomi orgonista, kórusvezető. 1975 és 1980 között főként sajtófotográfusként dolgozott, majd 1980 és 1985 között alkalmazott grafikusként dolgozott Nyugat-Németországban. 
1990-ben Münchenben diplomázott CGD (Computer Grafik Designer) szakon. Azóta számos müncheni stúdió számára készít komputergrafikát. 1985-től elsősorban szabadfoglalkozású festő.

## Egyéni kiállításai
- 1971 • Ferencvárosi Pincetárlat, Budapest
- 1974 • Pedagógiai Főiskola, Saarbrücken
- 1985 • Hohenzollern G., München • Fichtelgebirgshalle, Wunziedel • G. Zeitwende, Bécs
- 1986 • G. der Künstler, München • G. im Kunstblock, München
- 1988 • Saar Künstlerhaus, Saarbrücken
- 1989 • G. Rosenberg • Offenbach M.
- 1990 • G. Hierling, München
- 1991 • Városi Múzeum, Augsburg
- 1996 • Budapesti Art Expo ’96, Hungexpo
- 1997 • Szombathelyi Képtár, Szombathely • Arcis Galéria, Sárvár
- 1998 • Szombathelyi Képtár, Szombathely
- 1999 • Városi Múzeum – Üblacker Haus, München
- 2000 • Tölgyfa Galéria, Budapest • MD Studio Galéria • Synergon Kortárs Galéria

## Részvétele csoportos kiállításokon (válogatás)
- 1976 • Künstlerhaus Saarbrücken
- 1986 • Rathaushalle, München
- 1997 • Vasi Tárlat, Szombathelyi Képtár, Szombathely
- 2001 • MűvészetMalom, Szentendre • Palme Ház, Budapest